# Tang Hao
Tang Hao (1897-1959), también conocido como Tang Fan sheng, era nativo del condado de Wu, en la provincia de Jiangsu, y se convirtió en un famoso historiador de las artes marciales chinas. Tang Hao nació en una familia pobre. Cultivó su amor por la literatura y las artes marciales, 
que practicó desde una edad temprana. Tang trabajó como rector de la Escuela Primaria de Shanghái. Fue en esta ciudad donde aprendió el Boxeo de las Seis Armonías (Liuhequan), del maestro Liu Zhen'nan. Luego estudiaría Xingyiquan y Taijiquan con Li Cunyi y Chen Fake. 

Durante su tiempo como rector, Tang enseñó artes marciales a sus estudiantes, enfatizando la importancia del acondicionamiento del cuerpo, como la base de toda práctica marcial. Tang consideraba la idea de “técnicas secretas”, como una tontería. En su lugar, sostenía que la efectividad de un arte marcial radica en la maestría de las técnicas del arte que se escoge, combinado con una buena condición física. Como director del departamento editorial de la Academia Central de Artes Marciales de Nankín (Zhongyang Guoshu Guan), Tang promulgó el estudio científico de las artes marciales chinas, criticando duramente el enfoque de las diferentes escuelas acerca de los linajes, la asociación de las mismas con la religión, lo oculto y lo sobrenatural. Al mismo tiempo Tang enfatizó el entrenamiento práctico y criticó el embellecimiento del mismo, enfocándose en las técnicas más efectivas del combate.

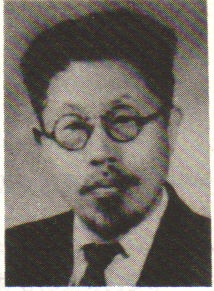
Tang Hao, Famoso pionero de la investigación de las artes marciales chinas.

En 1930 lideró una representación de la Academia Central de Artes Marciales (incluyendo Zhu Guofu, Yang Songshan y otros) a Japón en una visita de investigación. Tang se caracterizó por su enfoque estricto en su investigación, usando métodos modernos de investigación histórica y no en leyendas. Tang Hao fue uno de los primeros que refutó la concepción popular de que él Taijiquan fue creado por Zhang Sanfeng, así como las historias acerca del Templo Shaolin. Tang Hao decidió investigar a fondo la raíz de estas divisiones. Durante su investigación,  publicada con el título “Estudio de Shaolin y Wudang” o Shaolin Wudang Kao; Tang concluyó que estas historias no eran más que fabricaciones sin ninguna base histórica; basado en su extensa investigación de diferentes documentos, así como vistas de campo, que Bodhidharma y Zhang Sanfeng no tenían ningún conocimiento marcial y que las ideas acerca de artes marciales “originadas” en Shaolin eran incorrectas.